# Philip Zinckernagel
Philip Zinckernagel (Copenhague, 16 de diciembre de 1994) es un futbolista danés, juega como delantero y su equipo es el Chicago Fire de la Major League Soccer.

## Trayectoria
El 7 de agosto de 2021 se hizo oficial su préstamo al Nottingham Forest F. C. por un año. Con este equipo logró el ascenso a la Premier League, y unas semanas después de este éxito se marchó al Olympiacos F. C. Allí estuvo menos de tres meses antes de ser cedido al Standard de Lieja. La siguiente campaña siguió jugando en Bélgica después de fichar por el Club Brujas y firmar por dos años. Al inicio del segundo de ellos regresó al F. K. Bodø/Glimt. Tras esta segunda etapa en Noruega, fue traspasado al Chicago Fire.

## Estadísticas
Actualizado el 19 de junio de 2022.
| Club                                                                 | Div.          | Temporada     | Liga nacional(1) | Liga nacional(1) | Liga nacional(1) | Copas nacionales(2) | Copas nacionales(2) | Copas nacionales(2) | Torneos internacionales(3) | Torneos internacionales(3) | Torneos internacionales(3) | Total | Total | Total  | Media goleadora |
| Club                                                                 | Div.          | Temporada     | Part.            | Goles            | Asist.           | Part.               | Goles               | Asist.              | Part.                      | Goles                      | Asist.                     | Part. | Goles | Asist. | Media goleadora |
| -------------------------------------------------------------------- | ------------- | ------------- | ---------------- | ---------------- | ---------------- | ------------------- | ------------------- | ------------------- | -------------------------- | -------------------------- | -------------------------- | ----- | ----- | ------ | --------------- |
| HB Køge Dinamarca                                                    | 2.ª           | 2013-14       | 29               | 3                | 1                | 2                   | 0                   | 0                   | -                          | -                          | -                          | 31    | 3     | 1      | 0.1             |
| HB Køge Dinamarca                                                    | 2.ª           | 2014-15       | 27               | 2                | 2                | 3                   | 1                   | 0                   | -                          | -                          | -                          | 30    | 3     | 2      | 0.1             |
| HB Køge Dinamarca                                                    | Total club    | Total club    | 56               | 5                | 3                | 5                   | 1                   | 0                   | 0                          | 0                          | 0                          | 61    | 6     | 3      | 0.1             |
| FC Helsingør Dinamarca                                               | 2.ª           | 2015-16       | 23               | 3                | 3                | 2                   | 0                   | 1                   | -                          | -                          | -                          | 25    | 3     | 4      | 0.12            |
| FC Helsingør Dinamarca                                               | 2.ª           | 2016-17       | 6                | 2                | 2                | -                   | -                   | -                   | -                          | -                          | -                          | 6     | 2     | 2      | 0.33            |
| FC Helsingør Dinamarca                                               | Total club    | Total club    | 29               | 5                | 5                | 2                   | 0                   | 1                   | 0                          | 0                          | 0                          | 31    | 5     | 6      | 0.16            |
| SønderjyskE Dinamarca                                                | 1.ª           | 2016-17       | 24               | 1                | 2                | 2                   | 0                   | 0                   | -                          | -                          | -                          | 26    | 1     | 2      | 0.04            |
| SønderjyskE Dinamarca                                                | 1.ª           | 2017-18       | 20               | 3                | 3                | 2                   | 1                   | -                   | -                          | -                          | -                          | 22    | 4     | 3      | 0.18            |
| SønderjyskE Dinamarca                                                | Total club    | Total club    | 44               | 4                | 5                | 4                   | 1                   | 0                   | 0                          | 0                          | 0                          | 48    | 5     | 5      | 0.1             |
| F. K. Bodø/Glimt · Noruega                                           | 1.ª           | 2018          | 24               | 6                | 2                | 3                   | 1                   | 0                   | -                          | -                          | -                          | 27    | 7     | 2      | 0.26            |
| F. K. Bodø/Glimt · Noruega                                           | 1.ª           | 2019          | 30               | 6                | 10               | 1                   | 0                   | 0                   | -                          | -                          | -                          | 31    | 6     | 10     | 0.19            |
| F. K. Bodø/Glimt · Noruega                                           | 1.ª           | 2020          | 27               | 19               | 24               | -                   | -                   | -                   | 3                          | 3                          | 0                          | 30    | 22    | 24     | 0.73            |
| F. K. Bodø/Glimt · Noruega                                           | Total club    | Total club    | 81               | 31               | 36               | 4                   | 1                   | 0                   | 3                          | 3                          | 0                          | 88    | 35    | 36     | 0.4             |
| Watford F. C. Inglaterra                                             | 2.ª           | 2020-21       | 20               | 1                | 5                | 1                   | 0                   | 0                   | -                          | -                          | -                          | 21    | 1     | 5      | 0.05            |
| Watford F. C. Inglaterra                                             | Total club    | Total club    | 20               | 1                | 5                | 1                   | 0                   | 0                   | 0                          | 0                          | 0                          | 21    | 1     | 5      | 0.05            |
| Nottingham Forest F. C. Inglaterra                                   | 2.ª           | 2021-22       | 45               | 6                | 7                | 5                   | 1                   | 3                   | -                          | -                          | -                          | 50    | 7     | 10     | 0.14            |
| Nottingham Forest F. C. Inglaterra                                   | Total club    | Total club    | 45               | 6                | 7                | 4                   | 1                   | 3                   | 0                          | 0                          | 0                          | 50    | 7     | 10     | 0.14            |
| Total carrera                                                        | Total carrera | Total carrera | 275              | 52               | 61               | 21                  | 4                   | 4                   | 3                          | 3                          | 0                          | 299   | 59    | 65     | 0.2             |
| (1) Incluye datos de la Copa de Dinamarca, Copa de Noruega y FA Cup. |               |               |                  |                  |                  |                     |                     |                     |                            |                            |                            |       |       |        |                 |

## Palmarés

### Títulos nacionales
| Título                      | Club             | País    | Año  |
| --------------------------- | ---------------- | ------- | ---- |
| Eliteserien                 | F. K. Bodø/Glimt | Noruega | 2020 |
| Primera División de Bélgica | Club Brujas      | Bélgica | 2024 |
| Eliteserien                 | F. K. Bodø/Glimt | Noruega | 2024 |